# Pierre Andriel
Pierre Andriel (* um 1780; † nach 1850) war ein französischer Unternehmer und Reeder.

## Leben
Pierre Andriel stammte wahrscheinlich aus Bordeaux oder dessen Umgebung.
Er ließ sich vor 1807 in Danzig nieder. Dort wurde er Teilhaber des Handelsunternehmens Geiseler & Andriel und heiratete die Tochter des Geschäftspartners. Mit dieser erwarb er den sechsten Pelonker Hof bei Danzig. Dort beherbergte er am 31. Mai 1807 wahrscheinlich Kaiser Napoleon.
Am 3. September 1807 beantragte Andriel die Akkreditierung als französischer Vizekonsul beim Stadtrat von Danzig mit einem Empfehlungsschreiben von Außenminister Talleyrand, was jedoch abgelehnt wurde, da dieses kein offizielles Schreiben war.
Seit 1809 war Pierre Andriel der Verantwortliche für die Beschlagnahmung von Schiffen, die nach französischem Besatzungsrecht unberechtigterweise nach Danzig einlaufen wollten. Da er zudem auch andere eigentlich erlaubte Schiffe beschlagnahmte, entstand ein erheblicher wirtschaftlicher Schaden für die Stadt Danzig und ihren Handel.
Wahrscheinlich 1811 verließ Andriel Danzig und zog nach Montpellier. 1812 entwarf der Berliner Architekt Karl Friedrich Schinkel eine Modellzeichnung für einen der Räume (Bild-Saal) in seinem dortigen Haus.
1816 gründete Pierre Andriel mit dem Generalleutnant Pierre-Claude Pajol und weiteren Teilhabern die Handelsgesellschaft Pierre Andriel, Pajol et Cie. in Paris. Diese kaufte in jenem Jahr das Schiff Margery, benannte es in Élise um und überquerte als erstes Dampfschiff den Ärmelkanal bis nach Paris. 1817 erhielt die Gesellschaft die Genehmigung zum Betreiben einer regelmäßigen Dampfschiffpassagierstrecke von Neapel nach Marseille durch König Ferdinand I. von Sizilien. Aus diesem Jahr ist erstmals die Selbstbezeichnung Ritter der Ehrenlegion (chevalier de Legion d'honneur) bekannt.
Von Pierre Andriel sind einige Schriften über seine Unternehmungen und über Geldforderungen an verschiedene Personen erhalten.
Er war mit Wilhelmine Henriette Geiseler († vor 1843 in Köln) aus Danzig verheiratet. Eine Tochter
- Rosalia Elisabeth Andriel (* 1806/07 in Danzig) heiratete 1843 den Leutnant August Carstaedt in Köln.